# Leucospermum
Leucospermum és un gènere d'angiosperma de la família de les proteàcies (Proteaceae). Té 47 espècies acceptades. repartides per Sud-àfrica, Eswatini, Zimbàbue i Moçambic.
Són d'arbusts de fulla perenne. i tiges verticals, de vegades repents. Gairebé totes les espècies de Leucospermum es reconeixen fàcilment a causa dels llargs estils que sobresurten amb un presentador de pol·len espessit, que justifiquen el nom comú de la flor (pincushion; en català buirac de sastre).

## Característiques
Els arbustos tenen en la seva base una sola tija, però algunes espècies broten d'una arrel subterrània, des de la qual la planta pot tornar a aparèixer després que un incendi hagi matat la biomassa aèria. En un grup més gran d'espècies, els exemplars moren pel foc i la seva supervivència depèn de les llavors. En totes les espècies, les llavors són recollides per formigues, que les porten als seus nius subterranis per alimentar-se dels seus eleosomes, una estratègia de dispersió de llavors coneguda com a mirmecocòria. D'aquesta manera es garanteix que les llavors no es cremin, de manera que poden créixer plantes noves.
Les espècies Leucospermum són majoritàriament de fulles sèssils, simples, majoritàriament coriàcies, sovint suaus i piloses, col·locades en espiral, amb marges sencers. Les fulles tenen de 3 a 17 puntes coriàcies a vegades punxoses sense estípules al peu. Les flors amb bràctees a la part inferior o exterior s'organitzen en inflorescències. Les flors hermafrodites es troben sobre una base comuna que pot ser cilíndrica, cònica o plana i tenir petites bràctees a la seva base. Les flors presenten un periant que és pelut a la part exterior, particularment a la punta, i consta de quatre tèpals que es fusionen en un tub. Normalment les quatre anteres es fusionen individualment amb la punta els lòbuls la periant. Mentre encara es troba al brot, el pol·len es transfereix de les anteres al presentador del pol·len, amb un espessiment a la punta de l'estil. Els quatre lòbuls de periant es mantenen units entre si, o amb tres, o els quatre lòbuls lliures tots ells retrocedeixen sobre ells mateixos, fent de la part superior del tub. L'ovari súper consta d'un carpel i conté un únic ovari i està subdividit per quatre petites esquames. El fruit és una nou ovalada o gairebé amb forma de globus.
La majoria d'espècies tenen rangs ecològics i àrees de distribució geogràfica molt limitada, i moltes són rares o en perill d'extinció. Els capçals de flors, sovint atractius, grans i de fulles perennes, combinats amb un llarg període de floració fan que les espècies de Leucospermum i els seus híbrids siguin criats com a flor ornamental i tallada.

## Distribució
Les diverses espècies de Leucospermum només es poden trobar en una zona estreta del sud-oest del Cap, al llarg del Gran Escarpament fins a l'est de Transvaal i Eswatini, i dues zones aïllades, una a la serralada Chimanimani a la frontera entre Zimbabwe i Moçambic i l'altra a Namaqualand. Només L. gerrardii, L. innovans i L. saxosum es produeixen fora del districte florístic del Cap. Una concentració notable del 30% de l'espècie es produeix en una franja estreta d'uns 200 km de llarg a la costa sud entre Hermanus i Witsand. La majoria de les espècies individuals tenen distribucions restringides, algunes tan petites com alguns quilòmetres quadrats.

## Dispersió de llavors
Els fruits de Leucadendron només tenen una cavitat de llavors, que no s'obre, i conté només una llavor, un tipus de fruita semblant a petites nous. Els fruits consisteixen en part d'un pericarp blanquinós, carnós o gelatinós, anomenat elaiosoma, que atrau formigues perquè contenen productes químics que imiten les feromones. Després que els aquenis caiguin de la planta, la majoria de les formigues Anoplolepis recullen les llavors i les transporten al niu enfonsant les mandíbules en el carnós elaiosoma. En els nius subterranis, es consumeix l'elaiosoma. Les llavors llises i dures que queden no s'ajusten a les petites mandíbules de les formigues i queden abandonades, protegides del foc i dels menjadors. La supervivència de les llavors es veu encara més reforçada per substàncies fungicides i anti-bacterianes que les formigues excreten per mantenir els seus nius en bon estat. En els fynbos, l'anomenada mirmecocòria és una estratègia utilitzada per moltes espècies vegetals per sobreviure al foc. Les espècies de formigues invasores, com a Sud-àfrica Linepithema humile (formiga argentina), destrueixen els nius de les formigues indígenes i mengen els elaiosomes allà on ha caigut la llavor, de manera que no es protegeix contra el foc i es pot trobar i menjar fàcilment per ratolins i ocells.

## Incendis
Els incendis periòdics són un factor important al sud i oest de Sud-àfrica. L'esdeveniment d'aquests incendis determina, entre altres coses, l'extensió dels fynbos. Totes les espècies que es produeixen de manera natural als fynbos tenen adaptacions que asseguren que aquestes espècies poden sobreviure al règim d'incendis naturals, però diferents espècies tenen diferents estratègies. Això també és cert per a les espècies de Leucospermum, fins i tot les poques que es produeixen fora del fynbos. Una gran majoria de les espècies de Leucospermum són assassinades pel foc, ja que aquestes tenen una sola tija que només es ramifica més amunt i estan cobertes per una escorça força prima. Un any després de l'incendi, però, s'han produït moltes plantetes. Tots els exemplars de la zona coberta pel foc més recent tenen, doncs, la mateixa edat. Al cap de tres a quatre anys, aquestes plantes comencen a florir i produir llavors, que encara no germinen, sinó que es mantenen al banc de llavors de terra, fins que s'activen després dels incendis.

## Cultiu
El seu cultiu proporciona un important producte d'exportació a Sud-àfrica i alguns altres països. L. conocarpodendron, L. cordifolia, L. lineare, L. patersonii i L. vestitum i una sèrie d'híbrids subministren flors tallades.